# Газлит
«Газлит» (англ. Gaslit) — американский художественный телесериал 2022 года режиссёра Мэтта Росса, рассказывающий об Уотергейтском кризисе. Главные роли в нём сыграли Шон Пенн и Джулия Робертс. Сериал был номинирован на ряд премий, включая «Золотой глобус» и «Эмми».

## Сюжет
Действие сериала происходит в Америке 1970-х годов. В центре сюжета — Уотергейтский скандал, из-за которого президенту США Ричарду Никсону пришлось уйти в отставку. Главные герои — генеральный прокурор Джон Митчелл и его жена Марта, сыгравшая в развитии кризиса ключевую роль.

## В ролях
- Шон Пенн — Джон Митчелл
- Джулия Робертс — Марта Митчелл[2]
- Дэн Стивенс — Джон Дин[3]
- Бетти Гилпин — Мо Дин
- Шей Уигем — Дж. Гордон Лидди
- Элисон Толман — Винни Маклендон
- Крис Мессина — агент Анджело Лано
- Хэмиш Линклейтер — Джеб Магрудер
- Джон Кэрролл Линч — Л. Патрик Грей
- Паттон Освальт — Чарльз Колсон
- Нат Факсон — Г. Р. Холдеман
- Джефф Дусетт — сенатор Сэм Эрвин

## Создание и оценки
Сценарий «Газлита» основан на первом сезоне подкаста Slow Burn от Slate. Universal Content Productions анонсировала этот сериал в феврале 2020 года. Исполнительным продюсером стал Сэм Эсмаил, основные роли получили Джулия Робертс, Шон Пенн, Арми Хаммер и Джоэл Эдгертон, причём последний должен был стать режиссёром сериала вместе со своим братом Нэшем. Однако в начале 2021 года Эдгертоны и Хаммер покинули проект. Сериал был передан Starz, новым режиссёром стал Мэтт Росс. Место Хаммера занял Дэн Стивенс, место Джоэла Эдгертона — Шей Уигем. Съемки начались в феврале 2021 года в Лос-Анджелесе. Премьерный показ проходил на кабельном телеканале Starz с 24 апреля по 12 июня 2022 года.
«Газлит» получил неоднозначный приём у критиков. Некоторые рецензенты отмечают, что персонаж Джулии Робертс занимает слишком мало места в сюжете, вопреки ожиданиям зрителей. На сайте-агрегаторе отзывов Rotten Tomatoes сериал получил рейтинг 88 % при средней оценке 7,4 из 10, на сайте Metacritic — 70 баллов из 100.
«Газлит» получил пять номинаций на премию Голливудской ассоциации кинокритиков, четыре номинации на премию «Эмми», четыре на премию «Выбор критиков», одну на «Золотой глобус».